# Katedrála Proměnění Páně (Záhřeb)
Katedrála Proměnění Páně v Záhřebu (chorvatsky Saborna crkva Preobraženja Gospodnjeg u Zagrebu, srbsky Храм преображења Господњег) je pravoslavný katedrální chrám v záhřebsko-lublaňské eparchii Srbské pravoslavné církve v Chorvatsku. Nachází se na náměstí Petra Preradoviće (Trg Petra Preradovića) v centru chorvatského hlavního města Záhřebu. Patří mezi symboly srbské přítomnosti v chorvatské metropoli.

## Dějiny

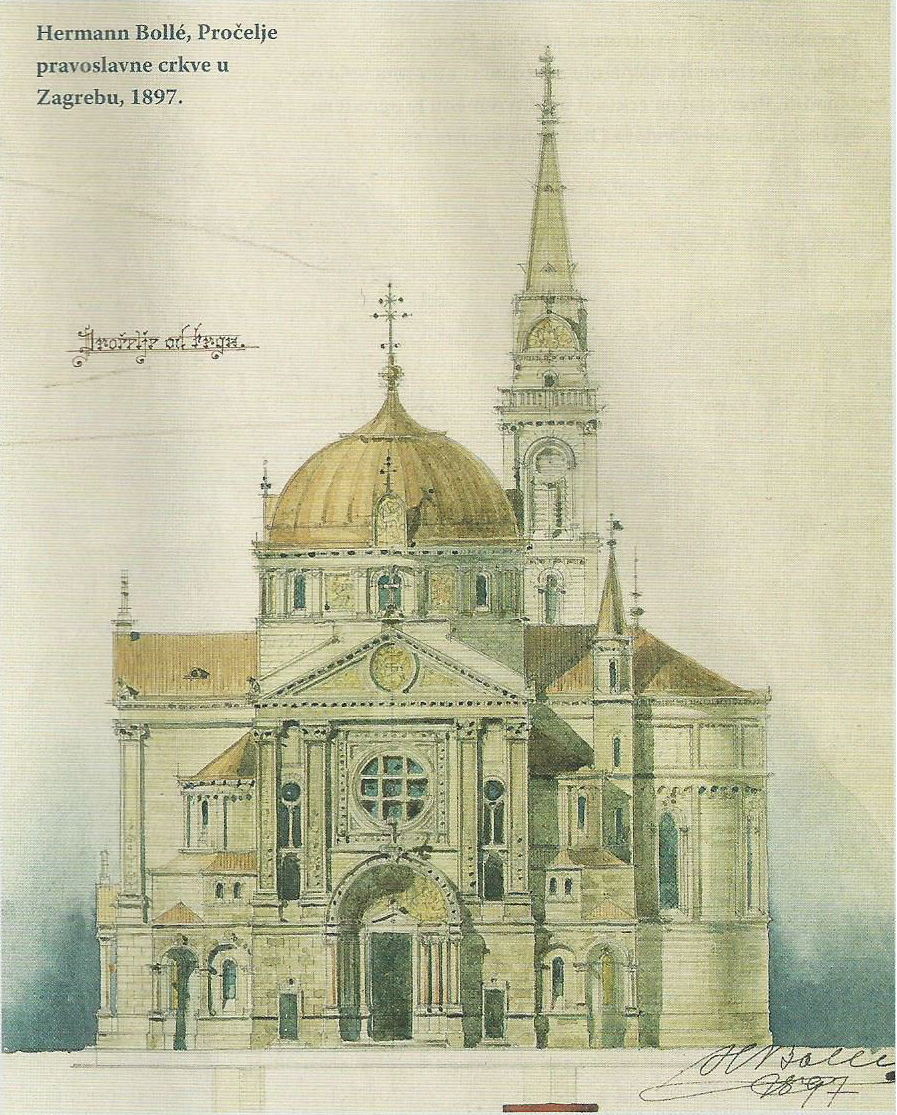
Návrh katedrály od Hermanna Bollého z roku 1897

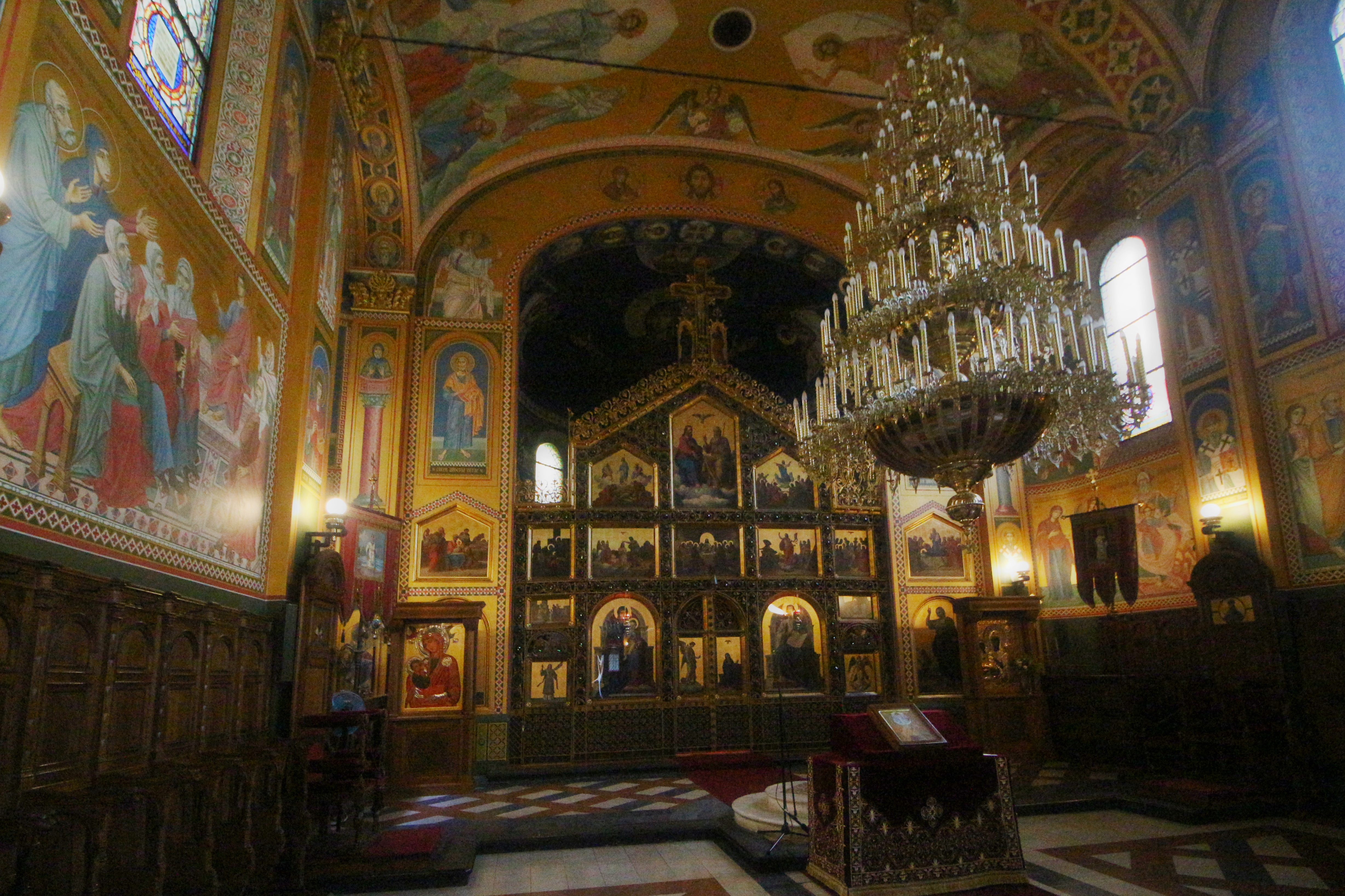
Interiér chrámu, ikonostas a panikadilo

První kostel na tomto místě z roku 1794 byl zasvěceným svatým apoštolům Petru a Pavlovi. V roce 1866 byl obnoven podle návrhu rakousko-chorvatského architekta Franje Kleina a v roce 1884 zrekonstruován podle plánů architekta Hermanna Bollého.
V roce 2010 byla katedrála vážně poškozena neznámými vandaly, kteří ji posprejovali graffiti s prvky ustašovské symboliky.